# Paramacrobiotus derkai
Espèce
Synonymes
- Macrobiotus derkai Degma, Michalczyk & Kaczmarek, 2008

Paramacrobiotus derkai est une espèce de tardigrades de la famille des Macrobiotidae.

## Distribution
Cette espèce est endémique de Colombie. Elle se rencontre dans la Sierra Nevada del Cocuy.

## Publication originale
- Degma, Michalczyk & Kaczmarek, 2008 : Macrobiotus derkai, a new species of Tardigrada (Eutardigrada, Macrobiotidae, huziori group) from the Colombian Andes (South America). Zootaxa, no 1731, p. 1-23.